# C. Frank Bennett

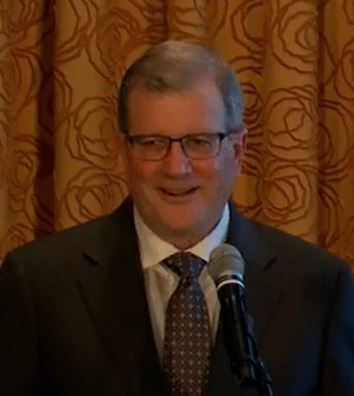
C. Frank Bennett

C. Frank Bennett (* 1960) ist ein US-amerikanischer Pharmakologe.
Bennett studierte Pharmakologie an der University of New Mexico mit dem Bachelor-Abschluss und wurde am Baylor College of Medicine der University of Texas in Pharmakologie promoviert. Er forschte für die SmithKline und French Laboratories und war 2006 einer der Gründer von Ionis Pharmaceuticals in Carlsbad (Kalifornien), wo er Senior Vice President für Forschung ist.
Er entwickelt Medikamente auf Basis von Antisense-Oligonukleotiden (ASO) speziell für neurodegenerative Erkrankungen wie Parkinson-Krankheit und Krebs-Chemotherapie. Insbesondere konnte er an Affen zeigen, dass durch Injektion der ASOs in die Rückenmarksflüssigkeit die ASOs die Blut-Hirn-Schranke überwinden konnten und sich gut in Cortex und anderen Hirnregionen ausbreiten konnten. Die Expression des Target-Gens konnte im Mittel um die Hälfte reduziert werden. Bennett hält rund 150 US-Patente.
2019 erhielt er den Breakthrough Prize in Life Sciences unter anderem mit Adrian R. Krainer, mit dem er auch zusammenarbeitete. Für 2021 wurde beiden der Gabbay Award zugesprochen.
Er berät das Experimental Therapeutics Center in Singapur und ist im Beratungsgremium der American Society of Gene and Cell Therapy.